# Luis Grocz
Luis Grocz, mit bürgerlichem Namen vermutlich Lajos Grocz, war ein ungarischer Fußballspieler und -trainer. 
Zu seiner aktiven Zeit spielte er für die New York Americans sowie die mexikanischen Vereine Asturias und Guadalajara. Als Trainer übernahm er 1939 den Club de Fútbol Atlante, mit dem er in den 1940er Jahren mehrere Titel gewann: zunächst die seinerzeit noch auf Amateurbasis ausgetragene Meisterschaft der erweiterten Hauptstadtliga in der Saison 1940/41, ein Jahr später die Copa México und den Supercup sowie in der Saison 1946/47 die jetzt bereits auf Profistatus ausgetragene Meisterschaft von Mexiko. 

## Erfolge
- Mexikanischer Meister: 1940/41, 1946/47
- Mexikanischer Pokalsieger: 1941/42
- Mexikanischer Supercup: 1942